# Any Love (album Luther Vandross)
Any Love è il settimo album in studio del cantante statunitense Luther Vandross, pubblicato il 20 settembre 1988 dalla Epic Records.

## Tracce
1. I Wonder – 5:07 (Luther Vandross, Nat Adderley, Jr.)
2. She Won't Talk to Me – 4:35 (Luther Vandross, Hubert Eaves III)
3. I Know You Want To – 4:24 (Luther Vandross, David Gamson, Porter Carroll, Jr.)
4. Come Back – 4:18 (Luther Vandross, David Gamson)
5. Any Love – 4:59 (Luther Vandross, Marcus Miller)
6. Love Won't Let Me Wait – 7:13 (Vinnie Barrett, Bobby Eli)
7. Are You Gonna Love Me – 5:06 (Luther Vandross, Marcus Miller)
8. For You to Love – 5:35 (Luther Vandross, Marcus Miller)
9. The Second Time Around – 6:20 (Luther Vandross)